# آسیاب افین
آسیاب افین مربوط به دورهٔ صفوی است و در شهرستان زیرکوه، روستای افین واقع شده و این اثر در تاریخ ۶ مهر ۱۳۸۴ با شمارهٔ ثبت ۱۳۴۳۰ به‌عنوان یکی از آثار ملی ایران به ثبت رسیده است.